# Sunnyside (Utah)
Sunnyside és una població dels Estats Units a l'estat de Utah. Segons el cens del 2000 tenia 404 habitants.

## Demografia
Segons el cens del 2000, Sunnyside tenia 404 habitants, 160 habitatges, i 104 famílies. La densitat de població era de 49,7 habitants per km².
Dels 160 habitatges en un 28,8% hi vivien nens de menys de 18 anys, en un 58,1% hi vivien parelles casades, en un 3,8% dones solteres, i en un 34,4% no eren unitats familiars. En el 30% dels habitatges hi vivien persones soles el 16,9% de les quals corresponia a persones de 65 anys o més que vivien soles. El nombre mitjà de persones vivint en cada habitatge era de 2,53 i el nombre mitjà de persones que vivien en cada família era de 3,2.
Per edats la població es repartia de la següent manera: un 26,7% tenia menys de 18 anys, un 7,2% entre 18 i 24, un 24,3% entre 25 i 44, un 24% de 45 a 60 i un 17,8% 65 anys o més.
L'edat mediana era de 40 anys. Per cada 100 dones de 18 o més anys hi havia 87,3 homes.
La renda mediana per habitatge era de 32.955 $ i la renda mediana per família de 36.875 $. Els homes tenien una renda mediana de 39.688 $ mentre que les dones 18.333 $. La renda per capita de la població era de 13.752 $. Entorn del 12,8% de les famílies i el 14,7% de la població estaven per davall del llindar de pobresa.

## Poblacions més properes
El següent diagrama mostra les poblacions més properes.